# Élections municipales de 2017 dans La Vallée-du-Richelieu
Pour un article plus général, voir Élections municipales de 2017 en Montérégie.
Cet article concerne les élections municipales de 2017 en Montérégie dans la municipalité régionale de comté de La Vallée-du-Richelieu.

## Belœil
| Partis                         | Partis                                             | Candidats pour la mairie | Vote  | %     |
| ------------------------------ | -------------------------------------------------- | ------------------------ | ----- | ----- |
|                                | Équipe Diane Lavoie - Beloeil gagnant              | Diane Lavoie (Sortante)  | 4 398 | 59,00 |
|                                | Parti des citoyens de Beloeil - Équipe Rémi Landry | Rémi Landry              | 3 056 | 41,00 |
| Taux de participation : 44,1 % |                                                    |                          |       |       |

| Partis | Partis                                             | Candidats conseiller #1 | Vote | %     |
| ------ | -------------------------------------------------- | ----------------------- | ---- | ----- |
|        | Équipe Diane Lavoie - Beloeil gagnant              | Louise Allie (Sortante) | 533  | 65,16 |
|        | Parti des citoyens de Beloeil - Équipe Rémi Landry | Gilles Gaucher          | 285  | 34,84 |

| Partis | Partis                                             | Candidats conseiller #2 | Vote | %     |
| ------ | -------------------------------------------------- | ----------------------- | ---- | ----- |
|        | Équipe Diane Lavoie - Beloeil gagnant              | Renée Trudel (Sortante) | 507  | 52,76 |
|        | Parti des citoyens de Beloeil - Équipe Rémi Landry | Jean-François Giraudo   | 454  | 47,24 |

| Partis | Partis                                             | Candidats conseiller #3  | Vote | %     |
| ------ | -------------------------------------------------- | ------------------------ | ---- | ----- |
|        | Équipe Diane Lavoie - Beloeil gagnant              | Odette Martin (Sortante) | 640  | 58,02 |
|        | Parti des citoyens de Beloeil - Équipe Rémi Landry | Luc Hamel                | 463  | 41,98 |

| Partis | Partis                                             | Candidats conseiller #4 | Vote | %     |
| ------ | -------------------------------------------------- | ----------------------- | ---- | ----- |
|        | Équipe Diane Lavoie - Beloeil gagnant              | Marc Daignault          | 498  | 53,15 |
|        | Parti des citoyens de Beloeil - Équipe Rémi Landry | Luc Cossette            | 304  | 32,44 |
|        | Indépendant                                        | Patrick Sénécal         | 135  | 14,41 |

| Partis | Partis                                             | Candidats conseiller #5 | Vote | %     |
| ------ | -------------------------------------------------- | ----------------------- | ---- | ----- |
|        | Équipe Diane Lavoie - Beloeil gagnant              | Guy Bédard (Sortant)    | 454  | 57,18 |
|        | Parti des citoyens de Beloeil - Équipe Rémi Landry | Claude Lavallée         | 340  | 42,82 |

| Partis | Partis                                             | Candidats conseiller #6 | Vote | %     |
| ------ | -------------------------------------------------- | ----------------------- | ---- | ----- |
|        | Équipe Diane Lavoie - Beloeil gagnant              | Pierre Verret (Sortant) | 485  | 44,41 |
|        | Parti des citoyens de Beloeil - Équipe Rémi Landry | Dominique Lessard       | 393  | 35,99 |
|        | Indépendant                                        | Marie Simard            | 184  | 16,85 |
|        | Indépendant                                        | Robert Dubois           | 30   | 2,75  |

| Partis | Partis                                             | Candidats conseiller #7   | Vote | %     |
| ------ | -------------------------------------------------- | ------------------------- | ---- | ----- |
|        | Équipe Diane Lavoie - Beloeil gagnant              | Réginald Gagnon (Sortant) | 560  | 55,89 |
|        | Parti des citoyens de Beloeil - Équipe Rémi Landry | Yves Deshaies             | 442  | 44,11 |

| Partis | Partis                                             | Candidats conseiller #8     | Vote | %     |
| ------ | -------------------------------------------------- | --------------------------- | ---- | ----- |
|        | Équipe Diane Lavoie - Beloeil gagnant              | Jean-Yves Labadie (Sortant) | 538  | 69,24 |
|        | Parti des citoyens de Beloeil - Équipe Rémi Landry | Clarence Yip                | 239  | 30,76 |

- Élection partielle au poste de conseiller #4 le 10 juin 2018[1]
  - Déclenchée en raison du décès de Marc Daignault, mort subitement d'une crise cardiaque[2].
  - Luc Cossette devient conseiller #4 avec 281 votes à la suite d'une élection partielle tenue le 10 juin 2018 avec une taux de participation de 20,09%[1]

## Carignan
| Partis                         | Partis                                  | Candidats pour la mairie                   | Vote  | %     |
| ------------------------------ | --------------------------------------- | ------------------------------------------ | ----- | ----- |
|                                | Pro-Citoyens - Équipe Patrick Marquès   | Patrick Marquès (Sortant d'un autre poste) | 1 564 | 52,27 |
|                                | Avantage Citoyen - Équipe René Fournier | René Fournier (Sortant)                    | 1 428 | 47,73 |
| Taux de participation : 39,7 % |                                         |                                            |       |       |

| Partis | Partis                                  | Candidats district #1    | Vote | %     |
| ------ | --------------------------------------- | ------------------------ | ---- | ----- |
|        | Avantage Citoyen - Équipe René Fournier | Anne Poussard (Sortante) | 293  | 50,96 |
|        | Indépendant                             | Michel Tardif            | 163  | 28,35 |
|        | Pro-Citoyens - Équipe Patrick Marquès   | Rosaire Daigneault       | 119  | 20,70 |

| Partis | Partis                                  | Candidats district #2 | Vote | %     |
| ------ | --------------------------------------- | --------------------- | ---- | ----- |
|        | Pro-Citoyens - Équipe Patrick Marquès   | Edith Labrosse        | 282  | 56,61 |
|        | Avantage Citoyen - Équipe René Fournier | Rudy Nolette          | 217  | 43,49 |

| Partis | Partis                                  | Candidats district #3 | Vote | %     |
| ------ | --------------------------------------- | --------------------- | ---- | ----- |
|        | Avantage Citoyen - Équipe René Fournier | Stéphanie Lefebvre    | '252 | 55,14 |
|        | Pro-Citoyens - Équipe Patrick Marquès   | Robert Denis          | 205  | 44,86 |

| Partis | Partis                                  | Candidats district #4    | Vote | %     |
| ------ | --------------------------------------- | ------------------------ | ---- | ----- |
|        | Pro-Citoyens - Équipe Patrick Marquès   | Diane Morneau (Sortante) | 420  | 64,02 |
|        | Avantage Citoyen - Équipe René Fournier | Julie Dépôt              | 236  | 35,98 |

| Partis | Partis                                  | Candidats district #5 | Vote | %     |
| ------ | --------------------------------------- | --------------------- | ---- | ----- |
|        | Pro-Citoyens - Équipe Patrick Marquès   | Frédéric Martineau    | 316  | 72,98 |
|        | Avantage Citoyen - Équipe René Fournier | Marlène Salgues       | 117  | 27,02 |

| Partis | Partis                                  | Candidats district #6 | Vote | %     |
| ------ | --------------------------------------- | --------------------- | ---- | ----- |
|        | Pro-Citoyens - Équipe Patrick Marquès   | Daniel St-Jean        | 222  | 57,36 |
|        | Avantage Citoyen - Équipe René Fournier | Jean-François Rondeau | 165  | 42,64 |

## Chambly
| Partis                         | Partis                                   | Candidats pour la mairie | Vote  | %     |
| ------------------------------ | ---------------------------------------- | ------------------------ | ----- | ----- |
|                                | Action Chambly Équipe Denis Lavoie       | Denis Lavoie (Sortant)   | 5 429 | 56,21 |
|                                | Démocratie Chambly équipe Steeves Demers | Steeves Demers           | 4 229 | 43,79 |
| Taux de participation : 45,1 % |                                          |                          |       |       |

| Partis | Partis                                   | Candidats district du Canton (1) | Vote | %     |
| ------ | ---------------------------------------- | -------------------------------- | ---- | ----- |
|        | Démocratie Chambly équipe Steeves Demers | Alexandra Labbé                  | 528  | 46,64 |
|        | Action Chambly Équipe Denis Lavoie       | Sandra Bolduc (Sortante)         | 498  | 43,99 |
|        | Indépendant                              | Serge Larivée                    | 106  | 9,36  |

| Partis | Partis                                   | Candidats district du Bassin (2) | Vote | %     |
| ------ | ---------------------------------------- | -------------------------------- | ---- | ----- |
|        | Démocratie Chambly équipe Steeves Demers | Mario Lambert                    | 630  | 50,08 |
|        | Action Chambly Équipe Denis Lavoie       | Marc Bouthillier (Sortant)       | 628  | 49,92 |

| Partis | Partis                                   | Candidats district Charles-Michel-De-Salaberry (3) | Vote | %     |
| ------ | ---------------------------------------- | -------------------------------------------------- | ---- | ----- |
|        | Action Chambly Équipe Denis Lavoie       | Paula-Cristina Rodrigues (Sortante)                | 496  | 47,92 |
|        | Démocratie Chambly équipe Steeves Demers | Isabelle Bourassa                                  | 470  | 45,41 |
|        | Indépendant                              | Fodé Kerfalla Yansané                              | 69   | 6,67  |

| Partis | Partis                                   | Candidats district de la Petite Rivière (4) | Vote | %     |
| ------ | ---------------------------------------- | ------------------------------------------- | ---- | ----- |
|        | Indépendant                              | Richard Tetreault (Sortant)                 | 873  | 66,44 |
|        | Démocratie Chambly équipe Steeves Demers | Patrick Dufresne                            | 441  | 33,56 |

| Partis | Partis                                   | Candidats district Antoine-Louis-Fréchette (5) | Vote | %     |
| ------ | ---------------------------------------- | ---------------------------------------------- | ---- | ----- |
|        | Action Chambly Équipe Denis Lavoie       | Serge Gélinas (Sortant)                        | 587  | 57,38 |
|        | Démocratie Chambly équipe Steeves Demers | Lucie Girard                                   | 436  | 42,62 |

| Partis | Partis                                   | Candidats district Louis-Franquet (6) | Vote | %     |
| ------ | ---------------------------------------- | ------------------------------------- | ---- | ----- |
|        | Indépendant                              | Luc Ricard (Sortant)                  | 625  | 52,65 |
|        | Démocratie Chambly équipe Steeves Demers | Christian Huppé                       | 332  | 27,97 |
|        | Indépendant                              | Serge Savoie                          | 230  | 19,38 |

| Partis | Partis                                   | Candidats district du Ruisseau (7) | Vote | %     |
| ------ | ---------------------------------------- | ---------------------------------- | ---- | ----- |
|        | Action Chambly Équipe Denis Lavoie       | Jean Roy (Sortant)                 | 497  | 40,97 |
|        | Indépendant                              | Caroline Auger                     | 402  | 33,14 |
|        | Démocratie Chambly équipe Steeves Demers | François Gagnon                    | 314  | 25,89 |

| Partis | Partis                                   | Candidats district des Grandes-Terres (8) | Vote | %     |
| ------ | ---------------------------------------- | ----------------------------------------- | ---- | ----- |
|        | Action Chambly Équipe Denis Lavoie       | Julia Girard-Desbiens                     | 760  | 52,52 |
|        | Démocratie Chambly équipe Steeves Demers | Francine Guay (Sortante)                  | 687  | 47,48 |

- Élection partielle aux postes de, maire, conseiller du district 3 (Charles-Michel-de-Salaberry) et conseiller du district 8 (des Grandes-Terres) le 23 juin 2019[3].
  - Organisée en raison de la démission du maire Denis Lavoie en avril 2019[4], remplacé à titre de maire-suppléant par le conseiller Jean Roy depuis novembre 2018 en raison d'un congé de maladie[5].
  - Organisée en raison de la démission des conseillères Julia Girard-Desbiens (district #8) le 8 mars 2019, en raison de l'ouverture d'une enquête de l'Unité permanente anticorruption (UPAC) visant le maire[6], d'Alexandra Labbé (district #1) et de Paula Rodrigues (district #3) pour se présenter au poste de maire en mai 2019[7].

| Partis                                          | Partis             | Candidats pour la mairie                    | Vote  | %     |
| ----------------------------------------------- | ------------------ | ------------------------------------------- | ----- | ----- |
|                                                 | Démocratie Chambly | Alexandra Labbé (Sortante d'un autre poste) | 4 636 | 79,48 |
|                                                 | Indépendant        | Marcel Bouchard                             | 854   | 14,64 |
|                                                 | Indépendant        | Fodé Kerfalla Yansané                       | 286   | 4,90  |
| Taux de participation : 5 833 / 22 556 (25,86%) |                    |                                             |       |       |
| Bulletins rejetés : 57                          |                    |                                             |       |       |

| Partis | Partis             | Candidats district du Canton (1) | Vote            | %               |
| ------ | ------------------ | -------------------------------- | --------------- | --------------- |
|        | Démocratie Chambly | Carl Talbot                      | Sans opposition | Sans opposition |

| Partis                          | Partis             | Candidats district des Charles-Michel-de-Salaberry (3) | Vote | %     |
| ------------------------------- | ------------------ | ------------------------------------------------------ | ---- | ----- |
|                                 | Démocratie Chambly | Marie Lise Desrosiers                                  | 478  | 59,23 |
|                                 | Indépendante       | Marc Bouthillier                                       | 168  | 20,82 |
|                                 | Indépendant        | Lucie Girard                                           | 153  | 18,96 |
| Taux de participation : 30,07 % |                    |                                                        |      |       |

| Partis                          | Partis             | Candidats district des Grandes-Terres (8) | Vote | %     |
| ------------------------------- | ------------------ | ----------------------------------------- | ---- | ----- |
|                                 | Démocratie Chambly | Julie Daigneault                          | 416  | 49,07 |
|                                 | Indépendante       | Caroline Auger                            | 230  | 26,68 |
|                                 | Indépendant        | Steeves Demers                            | 209  | 24,25 |
| Taux de participation : 28,60 % |                    |                                           |      |       |

## McMasterville
| Candidats pour la mairie                | Vote            | %               |
| --------------------------------------- | --------------- | --------------- |
| Martin Dulac (Sortant d'un autre poste) | Sans opposition | Sans opposition |

| Candidats district de la Rive (1)           | Vote | %     |
| ------------------------------------------- | ---- | ----- |
| Robert Pelletier                            | 111  | 50,00 |
| Yann Canno                                  | 111  | 50,00 |
| Robert Pelletier est élu par tirage au sort |      |       |

| Candidats district du Village (2) | Vote | %     |
| --------------------------------- | ---- | ----- |
| Jean-Guy Lévesque                 | 75   | 51,02 |
| Michel Marleau (Sortant)          | 72   | 48,98 |

| Candidats district du Parc (3) | Vote            | %               |
| ------------------------------ | --------------- | --------------- |
| Frédéric Lavoie                | Sans opposition | Sans opposition |

| Candidats district des Vétérans (4) | Vote            | %               |
| ----------------------------------- | --------------- | --------------- |
| Nadia Noizelier (Sortante)          | Sans opposition | Sans opposition |

| Candidats district des Érables (5) | Vote            | %               |
| ---------------------------------- | --------------- | --------------- |
| Normand Angers (Sortant)           | Sans opposition | Sans opposition |

| Candidats district des Chênes (6) | Vote | %     |
| --------------------------------- | ---- | ----- |
| François Jean                     | 142  | 67,62 |
| Gaëtan Labelle                    | 68   | 32,38 |

## Mont-Saint-Hilaire
| Partis                         | Partis                                        | Candidats pour la mairie | Vote  | %     |
| ------------------------------ | --------------------------------------------- | ------------------------ | ----- | ----- |
|                                | Avenir hilairemontais - Équipe Yves Corriveau | Yves Corriveau (Sortant) | 3 695 | 55,42 |
|                                | Vision citoyenne                              | Luc-André Matte          | 1 597 | 23,95 |
|                                | Indépendant                                   | Denise Loiselle          | 1 031 | 5,16  |
|                                | Indépendant                                   | Jean-Luc Maltais         | 344   | 5,16  |
| Taux de participation : 46,3 % |                                               |                          |       |       |

| Partis | Partis                                        | Candidats district du Déboulis (1) | Vote  | %     |
| ------ | --------------------------------------------- | ---------------------------------- | ----- | ----- |
|        | Avenir hilairemontais - Équipe Yves Corriveau | Brigitte Minier                    | 807   | 68,80 |
|        | Vision citoyenne                              | Mario Pépin                        | 1 597 | 23,95 |

| Partis | Partis                                        | Candidats district des Patriotes (2) | Vote            | %               |
| ------ | --------------------------------------------- | ------------------------------------ | --------------- | --------------- |
|        | Avenir hilairemontais - Équipe Yves Corriveau | Émile Grenon Gilbert (Sortant)       | Sans opposition | Sans opposition |

| Partis | Partis                                        | Candidats district de Rouville (3) | Vote | %     |
| ------ | --------------------------------------------- | ---------------------------------- | ---- | ----- |
|        | Avenir hilairemontais - Équipe Yves Corriveau | Jean-Pierre Brault (Sortant)       | 551  | 65,91 |
|        | Vision citoyenne                              | Jean-Pierre Bessette               | 285  | 34,09 |

| Partis | Partis                                        | Candidats district du Piémont (4) | Vote | %     |
| ------ | --------------------------------------------- | --------------------------------- | ---- | ----- |
|        | Avenir hilairemontais - Équipe Yves Corriveau | Sylvain Houle (Sortant)           | 617  | 70,68 |
|        | Vision citoyenne                              | Richard Paquette                  | 256  | 29,32 |

| Partis | Partis                                        | Candidats district de la Seigneurie (5) | Vote | %     |
| ------ | --------------------------------------------- | --------------------------------------- | ---- | ----- |
|        | Avenir hilairemontais - Équipe Yves Corriveau | Christine Imbeau                        | 658  | 57,67 |
|        | Vision citoyenne                              | Hugo Gendron                            | 483  | 42,33 |

| Partis | Partis                                        | Candidats district de la Montagne (6) | Vote  | %     |
| ------ | --------------------------------------------- | ------------------------------------- | ----- | ----- |
|        | Vision citoyenne                              | Louis Toner                           | 1 039 | 65,35 |
|        | Avenir hilairemontais - Équipe Yves Corriveau | Normand Leduc                         | 551   | 34,65 |

- Démission de Christine Imbeau, conseillère du district #5, pour raisons de santé le 21 février 2020[9].
  - Élection partielle initialement prévue pour le 14 juin 2020[9], mais reportée en raison de la pandémie de COVID-19.

## Otterburn Park
| Candidats pour la mairie       | Vote  | %     |
| ------------------------------ | ----- | ----- |
| Denis Parent                   | 1 480 | 64,29 |
| Gérard Schafroth               | 822   | 35,71 |
| Taux de participation : 36,7 % |       |       |

| Candidats district Au pied de la Montagne (1) | Vote | %     |
| --------------------------------------------- | ---- | ----- |
| Jacques Portelance                            | 279  | 69,58 |
| Robert Chauveau                               | 122  | 30,42 |

| Candidats district Du Pont-Noir (2) | Vote | %     |
| ----------------------------------- | ---- | ----- |
| Louis Côté                          | 193  | 51,06 |
| Richard Séguin                      | 185  | 48,94 |

| Candidats district Les Bosquets (3) | Vote | %     |
| ----------------------------------- | ---- | ----- |
| Jean-Marc Fortin                    | 227  | 63,59 |
| Claude Bérubé                       | 130  | 36,41 |

| Candidats district Des Pommiers (4)               | Vote | %     |
| ------------------------------------------------- | ---- | ----- |
| Alexandre Dubé-Poirier (Sortant d'un autre poste) | 240  | 50,53 |
| Clarisse Viens (Sortante)                         | 235  | 49,47 |

| Candidats district Du Vieux-Otterburn (5) | Vote | %     |
| ----------------------------------------- | ---- | ----- |
| Mario Borduas                             | 248  | 71,68 |
| Jean-Yves Rhéaume                         | 98   | 28,32 |

| Candidats district Des Grandes-Terres (6) | Vote            | %               |
| ----------------------------------------- | --------------- | --------------- |
| François Cardinal                         | Sans opposition | Sans opposition |

- Démission de François Cardinal, conseiller du district #6, en raison de son départ prochain de la municipalité. Démission effective le 21 février 2020[10].

## Saint-Antoine-sur-Richelieu
| Partis                         | Partis                               | Candidats pour la mairie                  | Vote | %     |
| ------------------------------ | ------------------------------------ | ----------------------------------------- | ---- | ----- |
|                                | L'Équipe Ensemble dans la continuité | Chantal Denis (Sortante d'un autre poste) | 512  | 65,47 |
|                                | Équipe Roger Paquette                | Roger Paquette (Sortant d'un autre poste) | 270  | 34,53 |
| Taux de participation : 56,6 % |                                      |                                           |      |       |

| Partis | Partis                               | Candidats conseiller #1 | Vote | %     |
| ------ | ------------------------------------ | ----------------------- | ---- | ----- |
|        | L'Équipe Ensemble dans la continuité | Harry Gow               | 460  | 58,97 |
|        | Équipe Roger Paquette                | Bertrand Bouliane       | 320  | 41,03 |

| Partis | Partis                               | Candidats conseiller #2 | Vote | %     |
| ------ | ------------------------------------ | ----------------------- | ---- | ----- |
|        | L'Équipe Ensemble dans la continuité | Patricia Bégin          | 471  | 60,46 |
|        | Équipe Roger Paquette                | Valérie Desmarais       | 308  | 39,54 |

| Partis | Partis                               | Candidats conseiller #3 | Vote | %     |
| ------ | ------------------------------------ | ----------------------- | ---- | ----- |
|        | L'Équipe Ensemble dans la continuité | Pierre Lauzon (Sortant) | 533  | 68,60 |
|        | Équipe Roger Paquette                | Louise Ricard           | 244  | 31,40 |

| Partis | Partis                               | Candidats conseiller #4       | Vote | %     |
| ------ | ------------------------------------ | ----------------------------- | ---- | ----- |
|        | L'Équipe Ensemble dans la continuité | Bernard Archambault (Sortant) | 458  | 58,72 |
|        | Équipe Roger Paquette                | Chantal Pageau                | 322  | 41,28 |

| Partis | Partis                               | Candidats conseiller #5 | Vote | %     |
| ------ | ------------------------------------ | ----------------------- | ---- | ----- |
|        | L'Équipe Ensemble dans la continuité | Ghislaine Massé         | 445  | 57,12 |
|        | Équipe Roger Paquette                | François Tanguay        | 334  | 42,88 |

| Partis | Partis                               | Candidats conseiller #6 | Vote | %     |
| ------ | ------------------------------------ | ----------------------- | ---- | ----- |
|        | L'Équipe Ensemble dans la continuité | Robert Mayrand          | 468  | 60,39 |
|        | Équipe Roger Paquette                | Sylvain Marcoux         | 307  | 39,16 |

- Décès de Ghislaine Massé, conseillère #5, le 14 décembre 2020[11].

- Démission de Patricia Bégin, conseillère #2, le 17 mars 2021[12].

## Saint-Basile-le-Grand
| Partis                         | Partis              | Candidats pour la mairie                  | Vote  | %     |
| ------------------------------ | ------------------- | ----------------------------------------- | ----- | ----- |
|                                | Indépendant         | Yves Lessard                              | 2 941 | 53,63 |
|                                | Parti grandbasilois | Maurice Cantin (Sortant d'un autre poste) | 1 762 | 32,13 |
|                                | Indépendant         | André Métivier                            | 781   | 14,24 |
| Taux de participation : 44,6 % |                     |                                           |       |       |

| Partis | Partis              | Candidats district #1 | Vote | %     |
| ------ | ------------------- | --------------------- | ---- | ----- |
|        | Indépendant         | Josée Laforest        | 409  | 59,71 |
|        | Parti grandbasilois | Florent Fortier       | 276  | 40,29 |

| Partis | Partis              | Candidats district #2 | Vote | %     |
| ------ | ------------------- | --------------------- | ---- | ----- |
|        | Parti grandbasilois | Line Marie Laurin     | 532  | 52,78 |
|        | Indépendant         | Normand Dubois        | 476  | 47,22 |

| Partis | Partis              | Candidats district #3 | Vote | %     |
| ------ | ------------------- | --------------------- | ---- | ----- |
|        | Parti grandbasilois | Valérie Sirois        | 495  | 58,65 |
|        | Indépendant         | Henry Skene           | 346  | 41,35 |

| Partis | Partis              | Candidats district #4    | Vote | %     |
| ------ | ------------------- | ------------------------ | ---- | ----- |
|        | Indépendant         | Richard Pelletier        | 698  | 62,88 |
|        | Parti grandbasilois | Jacques Fafard (Sortant) | 412  | 37,12 |

| Partis | Partis              | Candidats district #5         | Vote | %     |
| ------ | ------------------- | ----------------------------- | ---- | ----- |
|        | Indépendant         | Guy Lacroix                   | 613  | 56,81 |
|        | Parti grandbasilois | Normand Dieumegarde (Sortant) | 232  | 21,50 |
|        | Indépendant         | Pierre Cyr                    | 161  | 14,92 |
|        | Indépendant         | Eugène Jankowski              | 73   | 6,77  |

| Partis | Partis              | Candidats district #6 | Vote | %     |
| ------ | ------------------- | --------------------- | ---- | ----- |
|        | Indépendant         | Émile Henri           | 276  | 38,59 |
|        | Parti grandbasilois | Chantal Éthier        | 246  | 34,02 |
|        | Indépendant         | Paul Belzile          | 198  | 27,39 |

Élection partielle au poste de conseiller du district #3 le 3 mars 2019
- Organisée en raison de la démission de la conseillère Valerie Sirois pour difficulté à concilier sa vie professionnelle avec son rôle d'élue[14]

| Partis                         | Partis              | Candidats conseiller #3 | Vote | %    |
| ------------------------------ | ------------------- | ----------------------- | ---- | ---- |
|                                | Indépendant         | Denis Vézina            | 151  | 38,4 |
|                                | Parti grandbasilois | Florent Fortier         | 98   | 24,9 |
|                                | Indépendant         | Henry Skene             | 50   | 12,7 |
|                                | Indépendant         | Eli Dubois              | 43   | 10,9 |
|                                | Indépendant         | Eugene Jankowski        | 25   | 6,4  |
| Taux de participation : 17,1 % |                     |                         |      |      |

## Saint-Charles-sur-Richelieu
| Candidats pour la mairie | Vote            | %               |
| ------------------------ | --------------- | --------------- |
| Marc Lavigne (Sortante)  | Sans opposition | Sans opposition |

| Candidats conseiller #1  | Vote            | %               |
| ------------------------ | --------------- | --------------- |
| Jérôme Guertin (Sortant) | Sans opposition | Sans opposition |

| Candidats conseiller #2 | Vote            | %               |
| ----------------------- | --------------- | --------------- |
| Mario Talbot (Sortant)  | Sans opposition | Sans opposition |

| Candidats conseiller #3 | Vote            | %               |
| ----------------------- | --------------- | --------------- |
| Sylvie Vandermissen     | Sans opposition | Sans opposition |

| Candidats conseiller #4 | Vote            | %               |
| ----------------------- | --------------- | --------------- |
| Jean-Marie Desroches    | Sans opposition | Sans opposition |

| Candidats conseiller #5 | Vote            | %               |
| ----------------------- | --------------- | --------------- |
| Roger Brunelle          | Sans opposition | Sans opposition |

| Candidats conseiller #6  | Vote            | %               |
| ------------------------ | --------------- | --------------- |
| Gérald Poirier (Sortant) | Sans opposition | Sans opposition |

## Saint-Denis-sur-Richelieu
| Candidats pour la mairie    | Vote            | %               |
| --------------------------- | --------------- | --------------- |
| Ginette Thibault (Sortante) | Sans opposition | Sans opposition |

| Candidats conseiller #1 | Vote            | %               |
| ----------------------- | --------------- | --------------- |
| Audrey Remy             | Sans opposition | Sans opposition |

| Candidats conseiller #2 | Vote | %     |
| ----------------------- | ---- | ----- |
| Pier-Luc Archambault    | 471  | 48,66 |
| Michel Coriaty          | 184  | 19,01 |
| Marcel Trépanier        | 153  | 18,81 |
| Johanne Gaudette        | 113  | 11,67 |
| Raymonde Bisson         | 47   | 4,86  |

| Candidats conseiller #3 | Vote | %     |
| ----------------------- | ---- | ----- |
| Sylvie Gaudette         | 481  | 50,31 |
| Florent Spay (Sortant)  | 363  | 37,97 |
| Jean Dagenais           | 112  | 11,72 |

| Candidats conseiller #4 | Vote | %     |
| ----------------------- | ---- | ----- |
| Martin Beaudoin         | 641  | 66,29 |
| Jean Huard (Sortant)    | 326  | 33,71 |

| Candidats conseiller #5 | Vote            | %               |
| ----------------------- | --------------- | --------------- |
| Lyne Ross (Sortante)    | Sans opposition | Sans opposition |

| Candidats conseiller #6    | Vote | %     |
| -------------------------- | ---- | ----- |
| Michel Robichaud           | 578  | 60,40 |
| Raynald Bélanger (Sortant) | 379  | 39,60 |

- Démission de Michel Robichaud, conseiller #6, pour raisons personnelles le 1er janvier 2021[15].

## Saint-Jean-Baptiste
| Candidats pour la mairie  | Vote            | %               |
| ------------------------- | --------------- | --------------- |
| Marilyn Nadeau (Sortante) | Sans opposition | Sans opposition |

| Candidats conseiller #1 | Vote | %     |
| ----------------------- | ---- | ----- |
| Odette Côté             | 112  | 71,79 |
| Michel Dumas            | 27   | 17,31 |
| Sylvain Auger           | 17   | 10,90 |

| Candidats conseiller #2 | Vote            | %               |
| ----------------------- | --------------- | --------------- |
| Michel Cormier          | Sans opposition | Sans opposition |

| Candidats conseiller #3 | Vote | %     |
| ----------------------- | ---- | ----- |
| Marc Beaulé             | 86   | 54,09 |
| Mario Bourque           | 73   | 45,91 |

| Candidats conseiller #4 | Vote            | %               |
| ----------------------- | --------------- | --------------- |
| Guylaine Thivierge      | Sans opposition | Sans opposition |

| Candidats conseiller #5  | Vote | %     |
| ------------------------ | ---- | ----- |
| Mélanie Dupré (Sortante) | 127  | 59,91 |
| Mathieu Laroche          | 85   | 40,09 |

| Candidats conseiller #6 | Vote | %     |
| ----------------------- | ---- | ----- |
| Karinne Lebel           | 157  | 80,51 |
| Alain Poisson (Sortant) | 38   | 19,49 |

- Élection partielle au poste de conseiller #1 le 6 mai 2018[16].
  - Élection de M. Louis Hébert au poste de conseiller #1 avec une majorité de 41 votes[16].

| Candidats conseiller #1 | Vote | %     |
| ----------------------- | ---- | ----- |
| Louis Hébert            | 63   | 61,17 |
| Michel Dumas            | 22   | 21,36 |
| Jacqueline Blais Perron | 18   | 17,48 |

## Saint-Marc-sur-Richelieu
| Candidats pour la mairie                 | Vote | %     |
| ---------------------------------------- | ---- | ----- |
| Michel Robert (Sortant d'un autre poste) | 518  | 61,30 |
| Jean Murray (Sortant)                    | 327  | 38,70 |
| Taux de participation : 48,9 %           |      |       |

| Candidats conseiller #1                 | Vote            | %               |
| --------------------------------------- | --------------- | --------------- |
| Annie Houle (Sortante d'un autre poste) | Sans opposition | Sans opposition |

| Candidats conseiller #2 | Vote | %     |
| ----------------------- | ---- | ----- |
| Denis Vallée            | 463  | 58,17 |
| Alain Durand            | 333  | 41,83 |

| Candidats conseiller #3     | Vote | %     |
| --------------------------- | ---- | ----- |
| Eve-Marie Grenon (Sortante) | 571  | 69,80 |
| John Bradley                | 247  | 30,20 |

| Candidats conseiller #4 | Vote | %     |
| ----------------------- | ---- | ----- |
| Réal Déry               | 504  | 60,65 |
| Isabelle Gagnier        | 327  | 39,35 |

| Candidats conseiller #5 | Vote | %     |
| ----------------------- | ---- | ----- |
| Yvon Forget (Sortant)   | 564  | 68,36 |
| Alexandre Groleau       | 261  | 31,64 |

| Candidats conseiller #6                 | Vote | %     |
| --------------------------------------- | ---- | ----- |
| Pascal Smith (Sortant d'un autre poste) | 293  | 35,56 |
| Marie-Claude Julien                     | 274  | 33,25 |
| Mario Gatien                            | 257  | 31,19 |

- Élection partielle au poste de conseiller #6 le 10 mars 2019.
  - Organisée en raison de la démission du conseiller Pascal Smith pour devenir conseiller politique du ministre Simon Jolin-Barrette en novembre 2018[17].
  - Maurice Rolland devient conseiller #6.

## Saint-Mathieu-de-Belœil
| Partis                         | Partis                  | Candidats pour la mairie                    | Vote | %     |
| ------------------------------ | ----------------------- | ------------------------------------------- | ---- | ----- |
|                                | Équipe Normand Teasdale | Normand Teasdale (Sortant d'un autre poste) | 512  | 51,10 |
|                                | Équipe Michel Aubin     | Michel Aubin (Sortant)                      | 490  | 48,90 |
| Taux de participation : 43,5 % |                         |                                             |      |       |

| Partis | Partis                  | Candidats district #1   | Vote | %     |
| ------ | ----------------------- | ----------------------- | ---- | ----- |
|        | Équipe Michel Aubin     | Diane Demers (Sortante) | 133  | 56,60 |
|        | Équipe Normand Teasdale | Brigitte Levac          | 102  | 43,40 |

| Partis | Partis                  | Candidats district #2      | Vote | %     |
| ------ | ----------------------- | -------------------------- | ---- | ----- |
|        | Équipe Michel Aubin     | Sylvain Lavallée (Sortant) | 96   | 66,21 |
|        | Équipe Normand Teasdale | Angèle Hudon-Tanguay       | 49   | 33,79 |

| Partis | Partis              | Candidats district #3 | Vote            | %               |
| ------ | ------------------- | --------------------- | --------------- | --------------- |
|        | Équipe Michel Aubin | Réal Jean (Sortant)   | Sans opposition | Sans opposition |

| Partis | Partis                  | Candidats district #4    | Vote | %     |
| ------ | ----------------------- | ------------------------ | ---- | ----- |
|        | Équipe Normand Teasdale | Mona S. Morin (Sortante) | 127  | 66,49 |
|        | Équipe Michel Aubin     | André Lemaire            | 64   | 33,51 |

| Partis | Partis                  | Candidats district #5 | Vote | %     |
| ------ | ----------------------- | --------------------- | ---- | ----- |
|        | Équipe Normand Teasdale | Stéphan Labrie        | 79   | 54,48 |
|        | Équipe Michel Aubin     | Viviane St-Jean       | 66   | 45,52 |

| Partis | Partis              | Candidats district #6     | Vote            | %               |
| ------ | ------------------- | ------------------------- | --------------- | --------------- |
|        | Équipe Michel Aubin | Simon Chalifoux (Sortant) | Sans opposition | Sans opposition |